# مقاطعة راتشلاند (مونتانا)
مقاطعة راتشلاند (بالإنجليزية: Richland County)‏ هي إحدى مقاطعات ولاية مونتانا في الولايات المتحدة الأمريكية.